# Philodromus daoxianen
Philodromus daoxianen este o specie de păianjeni din genul Philodromus, familia Philodromidae, descrisă de Yin, Peng și Kim, 1999. Conform Catalogue of Life specia Philodromus daoxianen nu are subspecii cunoscute.